# 堇菜报春
堇菜报春（学名：Primula violaris）为报春花科报春花属下的一个种。

## 扩展阅读
- 維基物種上的相關：堇菜报春